# TGF-β1
TGF-β1（transforming growth factor beta 1）は、TGF-βスーパーファミリーに属するサイトカインの1つであり、細胞成長、細胞増殖、細胞分化、アポトーシスの制御など、多くの細胞機能を発揮する分泌タンパク質である。ヒトでは、TGF-β1はTGFB1遺伝子にコードされる。

## 機能
TGF-βは、多くの細胞種において増殖、分化やその他の機能を制御する多機能型ペプチド群である。形質転換の誘導においては、TGF-βはTGF-αと相乗的に機能する。また、成長を負に制御する自己分泌型成長因子でもある。TGF-βの活性化やシグナル伝達の調節不全によって、アポトーシスが引き起こされる可能性がある。多くの細胞がTGF-βを合成し、そのほぼ全てで対応する特異的受容体が発現している。TGF-β1、TGF-β2、TGF-β3は全て同じ受容体を介して機能する。
TGF-β1は、ヒトの血小板において創傷治癒に関与している可能性のある25 kDaのタンパク質として最初に同定された。その後、大きな前駆体タンパク質（390アミノ酸）がタンパク質切断によって112アミノ酸の成熟ペプチドへとプロセシングされたものであることが明らかにされた。
TGF-β1は免疫系の制御に重要な役割を果たしており、細胞の種類やその発生段階によって異なる活性を示すことが示されている。大部分の免疫細胞（白血球）がTGF-β1を分泌していることが知られている。

### T細胞
一部のT細胞（制御性T細胞など）はTGF-β1を放出して他のT細胞の作用を阻害している。具体的には、TGF-β1は活性化されたT細胞のIL-1とIL-2に依存的な増殖や、静止状態のヘルパーT細胞や細胞傷害性T細胞の活性化を阻害する。同様にTGF-β1は、IFN-γ、TNF-αなど他の多くのサイトカインやさまざまなインターロイキンの分泌と活性を阻害する。また、IL-2受容体などのサイトカイン受容体の発現レベルを低下させ、免疫細胞の活性をダウンレギュレーションする。一方でTGF-β1は、特に未成熟なT細胞に対しては、特定のサイトカインの発現上昇をもたらし、その増殖を促進する場合もある。

### B細胞
TGF-β1はB細胞にも同様の影響を及ぼし、この作用もまた細胞の分化状態によって異なる。B細胞の増殖を阻害してアポトーシスを刺激し、また未成熟型・成熟型B細胞上への抗体、トランスフェリン、MHCクラスII分子の発現を制御する。

### 骨髄系細胞
マクロファージや単球へのTGF-β1の作用は、主に抑制的なものである。このサイトカインはこれらの細胞の増殖を阻害し、活性酸素種（スーパーオキシド（O2−）など）や活性窒素種（一酸化窒素（NO）など）の産生を阻害する。また、TGF-β1は骨髄由来の細胞に対して反対の作用を及ぼす場合もある。例えば、TGF-β1は化学誘引物質として作用し、特定の病原体に対する免疫応答を指示する。同様に、マクロファージや単球は低濃度のTGF-β1に対する走化性応答を示す。さらに、単球のサイトカインの発現（IL-1α、IL-1β、TNF-αなど）やマクロファージの食作用はTGF-β1の作用によって増大する。
TGF-β1はアストロサイトや樹状細胞のMHCクラスII分子の発現を低下させ、それによってヘルパーT細胞集団の活性化を低下させる。

## 相互作用
TGF-β1は次に挙げる因子と相互作用することが示されている。
- デコリン（英語版）[20][21][22]
- EIF3I（英語版）[23]
- LTBP1（英語版）[24]
- TGFBR1（英語版）[25][26]
- YWHAE（英語版）[27]

## 関連文献
- “Transforming growth factor beta in tissue fibrosis”. N. Engl. J. Med. 331 (19):  1286–92. (1994). doi:10.1056/NEJM199411103311907. PMID 7935686.
- “Latent transforming growth factor-beta: structural features and mechanisms of activation”. Kidney Int. 51 (5):  1376–82. (1997). doi:10.1038/ki.1997.188. PMID 9150447.
- “The biology of the small leucine-rich proteoglycans. Functional network of interactive proteins”. J. Biol. Chem. 274 (27):  18843–6. (1999). doi:10.1074/jbc.274.27.18843. PMID 10383378.
- “HIV-1 Tat: immunosuppression via TGF-beta1 induction”. Immunol. Today 20 (8):  384–5. (1999). doi:10.1016/S0167-5699(99)01497-8. PMID 10431160.
- “Association of polymorphisms of the transforming growth factor-beta1 gene with genetic susceptibility to osteoporosis”. Pharmacogenetics 11 (9):  765–71. (2001). doi:10.1097/00008571-200112000-00004. PMID 11740340.
- “TGF-β: Receptors, Signaling Pathways and Autoimmunity”. TGF-beta: receptors, signaling pathways and autoimmunity. Current Directions in Autoimmunity. 5. (2002). 62–91. doi:10.1159/000060548. ISBN 978-3-8055-7308-5. PMID 11826761
- “Survival and cell cycle control in early hematopoiesis: role of bcl-2, and the cyclin dependent kinase inhibitors P27 and P21”. Leuk. Lymphoma 43 (1):  51–7. (2002). doi:10.1080/10428190210195. PMID 11908736.
- “TGF-beta signal transduction and mesangial cell fibrogenesis”. Am. J. Physiol. Renal Physiol. 284 (2):  F243–52. (2003). doi:10.1152/ajprenal.00300.2002. PMID 12529270.
- “Epithelial-mesenchymal transition and its implications for fibrosis”. J. Clin. Invest. 112 (12):  1776–84. (2003). doi:10.1172/JCI20530. PMC 297008. PMID 14679171.
- “Transforming growth factor beta and atherosclerosis: so far, so good for the protective cytokine hypothesis”. Arterioscler. Thromb. Vasc. Biol. 24 (3):  399–404. (2004). doi:10.1161/01.ATV.0000114567.76772.33. PMID 14699019.
- “TGFbeta and Wnt pathway cross-talk”. Cancer Metastasis Rev. 23 (1–2):  53–61. (2004). doi:10.1023/A:1025811012690. PMID 15000149.
- “Transforming growth factor-beta: a clinical target for the treatment of diabetic nephropathy”. Curr. Diab. Rep. 4 (6):  447–54. (2004). doi:10.1007/s11892-004-0055-z. PMID 15539010.
- “Integrin-mediated activation of latent transforming growth factor beta”. Cancer Metastasis Rev. 24 (3):  395–402. (2005). doi:10.1007/s10555-005-5131-6. PMID 16258727.
- “Modern pathogenetic concepts of liver fibrosis suggest stellate cells and TGF-beta as major players and therapeutic targets”. J. Cell. Mol. Med. 10 (1):  76–99. (2006). doi:10.1111/j.1582-4934.2006.tb00292.x. PMC 3933103. PMID 16563223.
- “Escaping from the TGFbeta anti-proliferative control”. Carcinogenesis 27 (11):  2148–56. (2006). doi:10.1093/carcin/bgl068. PMID 16698802.
- “Transgenic modeling of transforming growth factor-beta(1): role of apoptosis in fibrosis and alveolar remodeling”. Proc Am Thorac Soc 3 (5):  418–23. (2006). doi:10.1513/pats.200602-017AW. PMC 2658706. PMID 16799085.
- “Transforming growth factor-beta: innately bipolar”. Curr. Opin. Immunol. 19 (1):  55–62. (2007). doi:10.1016/j.coi.2006.11.008. PMID 17137775.
- “TGF-beta1: a novel target for cardiovascular pharmacology”. Cytokine Growth Factor Rev. 18 (3–4):  279–86. (2007). doi:10.1016/j.cytogfr.2007.04.005. PMID 17485238.
- “Potential therapeutic targets for intracerebral hemorrhage-associated inflammation: An update”. J Cereb Blood Flow Metab 40 (9):  1752–1768. (May 2020). doi:10.1177/0271678X20923551. PMC 7446569. PMID 32423330.